# 1984 في إسرائيل
فيما يلي قوائم الأحداث التي وقعت خلال عام 1984 في إسرائيل.

## أحداث
- 13 أبريل – مسألة كاف 300

## سياسة

### تعيين في المنصب
- 14 مايو – شولاميت ألوني عضو الكنيست [الإنجليزية]‏،عضو الكنيست [الإنجليزية]‏.
- 13 أغسطس – أبا إيبان عضو الكنيست [الإنجليزية]‏.
- 13 أغسطس – أفنير شاكي عضو الكنيست [الإنجليزية]‏.
- 13 أغسطس – أهارون أبوهاتزيرا عضو الكنيست [الإنجليزية]‏.
- 13 أغسطس – أوفاديا إيلي عضو الكنيست [الإنجليزية]‏.
- 13 أغسطس – إسحاق رابين عضو الكنيست [الإنجليزية]‏،وزير الدفاع  [لغات أخرى]‏.
- 13 أغسطس – إسحاق نافون عضو الكنيست [الإنجليزية]‏،نائب رئيس الوزراء ‏.
- 13 أغسطس – إيهود أولمرت عضو الكنيست [الإنجليزية]‏.
- 13 أغسطس – بنيامين بن إليعازر عضو الكنيست [الإنجليزية]‏.
- 13 أغسطس – حاييم رامون عضو الكنيست [الإنجليزية]‏.
- 13 أغسطس – دان مريدور عضو الكنيست [الإنجليزية]‏.
- 13 أغسطس – رفائيل إيتان عضو الكنيست [الإنجليزية]‏.
- 13 أغسطس – زيدان عطشي عضو الكنيست [الإنجليزية]‏.
- 13 أغسطس – شمعون بن شلومو عضو الكنيست [الإنجليزية]‏.
- 13 أغسطس – عبد الوهاب دراوشة عضو الكنيست [الإنجليزية]‏.
- 13 أغسطس – عيزر فايتسمان عضو الكنيست [الإنجليزية]‏،وزير بدون حقيبة وزارية.
- 13 أغسطس – مائير كاهانا عضو الكنيست [الإنجليزية]‏.
- 13 أغسطس – محمد ميعاري عضو الكنيست [الإنجليزية]‏.
- 13 أغسطس – مردخاي غور عضو الكنيست [الإنجليزية]‏،وزير الصحة  [لغات أخرى]‏.
- 13 أغسطس – موشيه آرنز عضو الكنيست [الإنجليزية]‏،وزير بدون حقيبة وزارية.
- 13 أغسطس – ميخائيل إيتان عضو الكنيست [الإنجليزية]‏.
- 13 أغسطس – يسرائيل كيسار عضو الكنيست [الإنجليزية]‏.
- 13 أغسطس – يوسف بورغ عضو الكنيست [الإنجليزية]‏،وزير بدون حقيبة وزارية.
- 13 سبتمبر – أمنون روبنشتاين وزير الاتصالات  [لغات أخرى]‏.
- 13 سبتمبر – شمعون بيريز رئيس وزراء إسرائيل.
- 24 سبتمبر – روني ميلو نائب وزير الخارجية ‏.
- 24 سبتمبر – شوشانا أربيلي ألموزلينو نائب لوزيرالصحة.

### انتهاء فترة المنصب
- 14 مايو – شولاميت ألوني عضو الكنيست [الإنجليزية]‏،عضو الكنيست [الإنجليزية]‏.
- 13 أغسطس – أبا إيبان عضو الكنيست [الإنجليزية]‏.
- 13 أغسطس – أهارون أبوهاتزيرا عضو الكنيست [الإنجليزية]‏.
- 13 أغسطس – أوري صباغ عضو الكنيست [الإنجليزية]‏.
- 13 أغسطس – إسحاق برمان عضو الكنيست [الإنجليزية]‏.
- 13 أغسطس – إسحاق رابين عضو الكنيست [الإنجليزية]‏.
- 13 أغسطس – إيهود أولمرت عضو الكنيست [الإنجليزية]‏.
- 13 أغسطس – حاييم رامون عضو الكنيست [الإنجليزية]‏.
- 13 أغسطس – مردخاي غور عضو الكنيست [الإنجليزية]‏.
- 13 أغسطس – مناحم بيجن عضو الكنيست [الإنجليزية]‏.
- 13 أغسطس – مناحيم سفيدور عضو الكنيست [الإنجليزية]‏.
- 13 أغسطس – يهودا هاشاي عضو الكنيست [الإنجليزية]‏.
- 13 أغسطس – يوسف بورغ عضو الكنيست [الإنجليزية]‏،وزير بدون حقيبة وزارية.
- 13 سبتمبر – أرئيل شارون وزير بدون حقيبة وزارية.
- 13 سبتمبر – إسحاق موداعي وزير الطاقة  [لغات أخرى]‏.
- 13 سبتمبر – موشيه آرنز وزير الدفاع  [لغات أخرى]‏.

## موسيقى

### ألبومات
من الألبومات التي صدرت هذه السنة في إسرائيل:
- 1 يناير – أغاني يمنية من غناء عوفرة حازة.

## مواليد

### يناير
- 11 يناير – اوشري كوهين ممثل إسرائيلي.

### مارس
- 4 مارس – تامير كوهين لاعب كرة قدم إسرائيلي.

### أغسطس
- 26 أغسطس – سيفان كلاين

## وفيات

### يناير
- 1 يناير – إبراهيم غنام (مواليد 1930) فنان فلسطيني.
- 1 يناير – سليم موسى العشي (مواليد 1909)
- 1 يناير – موسى العلمي (مواليد 1897)

### فبراير
- 18 فبراير – ذياب عبيد (مواليد 1911) سياسي إسرائيلي.

### يونيو
- 28 يونيو – يغائيل يادين (مواليد 1917) سياسي إسرائيلي.